# 吉林文史出版社
吉林文史出版社是中华人民共和国的一家出版社，成立于1985年5月，社址位于吉林省长春市人民大街124号。